# Campeonato Panamericano de Sóftbol Masculino
El Campeonato Panamericano de Sóftbol Masculino, es el torneo de sóftbol de mayor importancia en el continente americano. Se celebra cada dos años, aunque su frecuencia ha variado a lo largo de los años. Es organizado por la Confederación Panamericana de Sótbol. 
El Campeonato Panamericano sirve también como clasificación para el Campeonato Mundial de Sóftbol Masculino, así como para los torneos de sóftbol de los Juegos Panamericanos y los Juegos Centroamericanos y del Caribe.

## Torneos realizados
| Año           | Sede                | Equipos |                       | Cuadro final   | Cuadro final         | Cuadro final   | Cuadro final |
| Año           | Sede                | Equipos | Campeón               | Segundo lugar  | Tercer lugar         | Cuarto lugar   |              |
| 1981 detalles | Maracay             |         | Estados Unidos        | Desconocido    | Desconocido          | Desconocido    |              |
| 1985 detalles | Medellín            |         | Antillas Neerlandesas | Desconocido    | Desconocido          | Desconocido    |              |
| 1989 detalles | Paraná              | 10      | Canadá                | Estados Unidos | Bahamas              | Desconocido    |              |
| 1993 detalles | Monterrey           | 10      | Canadá                | Estados Unidos | Cuba                 | Venezuela      |              |
| 1998 detalles | Valencia            | 12      | Cuba                  | Estados Unidos | República Dominicana | Canadá         |              |
| 2002 detalles | Ciudad de Guatemala | 14      | Estados Unidos        | Canadá         | Venezuela            | México         |              |
| 2006 detalles | Hermosillo          | 10      | Venezuela             | Canadá         | Argentina            | Estados Unidos |              |
| 2012 detalles | Medellín            | 10      | Canadá                | Venezuela      | Argentina            | México         |              |
| 2014 detalles | Paraná              | 8       | Venezuela             | Argentina      | Canadá               | Estados Unidos |              |
| 2017 detalles | Santo Domingo       | 16      | Venezuela             | Argentina      | Estados Unidos       | México         |              |
| 2022 detalles | Paraná              | 10      | Argentina             | Canadá         | Cuba                 | Estados Unidos |              |
| 2024 detalles | Sincelejo           | 9       | Argentina             | Venezuela      | República Dominicana | Guatemala      |              |

## Tabla de medallas
| Núm. | País                  | Oro | Plata | Bronce | Total |
| ---- | --------------------- | --- | ----- | ------ | ----- |
| 1    | Canadá                | 3   | 3     | 1      | 7     |
| 2    | Venezuela             | 3   | 2     | 1      | 6     |
| 3    | Estados Unidos        | 2   | 3     | 1      | 6     |
| 4    | Argentina             | 2   | 2     | 2      | 6     |
| 4    | Cuba                  | 1   | 0     | 2      | 3     |
| 5    | Antillas Neerlandesas | 1   | 0     | 0      | 1     |
| 6    | Bahamas               | 0   | 0     | 1      | 1     |
| 6    | República Dominicana  | 0   | 0     | 2      | 2     |

## Resultados globales
Legenda
- 1st ; Campeón
- 2nd ; Subcampeón
- 3rd  ; Tercer lugar
- 4th  ; Cuarto lugar
- RC — Ronda de campeonato
- RA — Ronda de apertura
- (≠) — No participó / Desistió
- XX  ; País no existe o selección natural está inactiva
- | | ; Local

Para cada torneo, se indica la bandera del país sede y el número de selecciones que participaron en el torneo. 
| Equipo                         | 1981 (¿?) | 1985 (¿?) | 1989 (10) | 1993 (10) | 1998 (12) | 2002 (14) | 2006 (10) | 2012 (10) | 2014 (8) | 2017 (16) | 2022 (10) | 2024 (9) |
| ------------------------------ | --------- | --------- | --------- | --------- | --------- | --------- | --------- | --------- | -------- | --------- | --------- | -------- |
| Argentina                      |           |           | RA        |           | RA        | RA        | 2.º       | 3.er      | 2.º      | 2.º       | 1.er      | 1.er     |
| Antillas Neerlandesas          |           | 1.er      |           |           |           |           |           |           |          |           |           |          |
| Aruba                          |           |           |           |           |           |           |           |           |          | RA        |           |          |
| Bahamas                        |           |           | 3.er      |           | RA        | RA        | RA        | RA        | RA       |           |           |          |
| Belice                         |           |           |           |           |           |           |           |           |          | RA        |           |          |
| Brasil                         |           |           |           |           |           |           |           |           |          | RA        |           |          |
| Canadá                         |           |           | 1.er      | 1.er      | 4.º       | 2.º       | 4.º       | 1.er      | 3.er     | RC        | 2.º       |          |
| Colombia                       |           | RA        |           |           | RA        | RA        |           | RA        | RC       | RC        |           | 5. º     |
| Costa Rica                     |           |           |           |           |           |           |           |           |          | RA        |           | 9. º     |
| Cuba                           |           |           |           | 3.er      | 2.º       |           | RA        |           | RA       | RC        |           | 6. º     |
| Ecuador                        |           |           |           |           |           |           |           | RA        |          |           |           |          |
| El Salvador                    |           |           |           |           |           | RA        | ≠         |           |          |           |           |          |
| Estados Unidos                 | 1.er      |           | 2.º       | 2.º       | 1.er      | 1.er      | 3.er      |           | 4.º      | 3.er      | 4.º       |          |
| Guatemala                      |           |           |           |           | RA        | RA        | RA        | RA        | RA       | RC        |           | 4. º     |
| Honduras                       |           |           |           |           |           | RA        |           |           |          |           |           | 8. º     |
| Islas Vírgenes Estadounidenses |           |           |           |           |           |           | RA        |           |          |           |           |          |
| Jamaica                        |           |           |           |           |           | RA        |           |           |          |           |           |          |
| México                         |           |           |           | RA        | RA        | 4.º       | RA        | 4.º       | RA       | 4.º       |           |          |
| Panamá                         |           |           |           |           | RA        | RA        |           |           |          | RA        |           | 7. º     |
| Puerto Rico                    |           |           |           |           | RA        | RA        | RA        | RA        |          | RA        |           |          |
| República Dominicana           |           |           |           |           | 3.er      | RA        | ≠         | RA        | RA       | RA        |           | 3.er     |
| Venezuela                      | RA        |           |           |           | RA        | 3.er      | 1.er      | 2.º       | 1.er     | 1.er      | 5.º       | 2.º      |
| Equipo                         | 1981 (¿?) | 1985 (¿?) | 1989 (10) | 1993 (10) | 1998 (12) | 2002 (14) | 2006 (10) | 2012 (10) | 2014 (8) | 2017 (16) | 2022 (10) | 2024 (9) |